# Liste der Biografien/Ted
Liste der Biografien |
Portal Biografien |
Personensuche
# |
A |
B |
C |
D |
E |
F |
G |
H |
I |
J |
K |
L |
M |
N |
O |
P |
Q |
R |
S |
T |
U |
V |
W |
X |
Y |
Z |
?
 
Ta |
Tc |
Te |
Tf |
Tg |
Th |
Ti |
Tj |
Tk |
Tl |
Tm |
To |
Tq |
Tr |
Ts |
Tu |
Tv |
Tw |
Tx |
Ty |
Tz
 
Tea |
Teb |
Tec |
Ted |
Tee |
Tef |
Teg |
Teh |
Tei |
Tej |
Tek |
Tel |
Tem |
Ten |
Teo |
Tep |
Teq |
Ter |
Tes |
Tet |
Teu |
Tev |
Tew |
Tex |
Tey |
Tez
Die Liste der Biografien führt alle Personen auf, die in der deutschsprachigen Wikipedia einen Artikel haben. Dieses ist eine Teilliste mit 47 Einträgen von Personen, deren Namen mit den Buchstaben „Ted“ beginnt.

## Ted

### Teda
- Tedald († 1085), Erzbischof von Mailand

### Tedb
- Tedbury († 1810), Aborigine und Kämpfer gegen die britischen Kolonisation

### Tedd
- Teddeman, Thomas († 1668), englischer Admiral
- Tedden, Peter (* 1955), deutscher Galerist
- Tedder, Arthur, 1. Baron Tedder (1890–1967), britischer Luftwaffengeneral
- Tedder, Ryan (* 1979), US-amerikanischer Musiker, Songwriter und MusikproduzentRyan Tedder (* 1979)

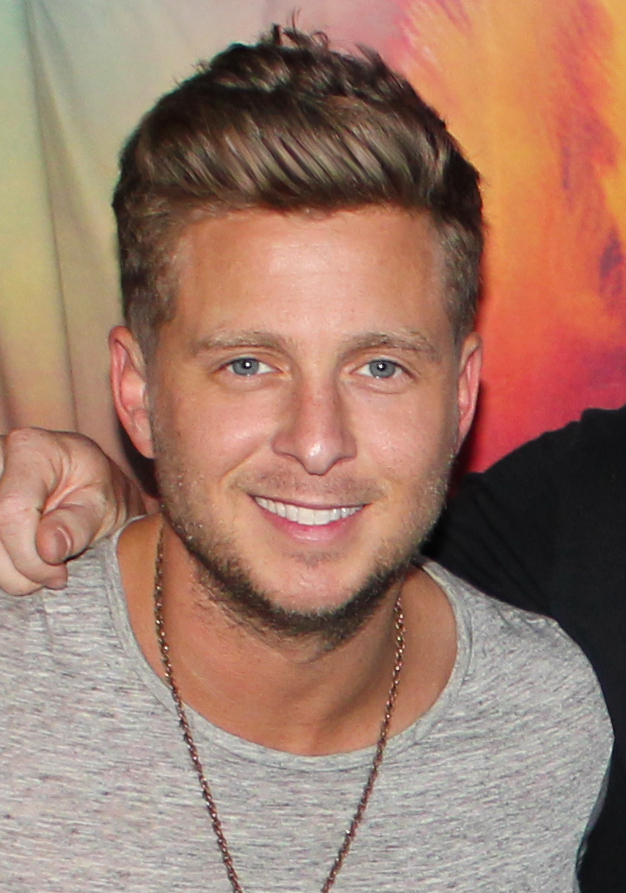
Ryan Tedder (* 1979)

- Teddy Afro (* 1976), äthiopischer Sänger und Kritiker der gegenwärtigen äthiopischen Regierung

### Tede
- Tedejew, Dschambulat (* 1968), ossetischer Ringer, der für die Sowjetunion und die Ukraine startete
- Tedejew, Elbrus (* 1974), ukrainischer Ringer
- Tedeku, Josh (* 2003), britischer Schauspieler
- Tedenby, Mattias (* 1990), schwedischer Eishockeyspieler
- Teder, Eerik (1928–2004), estnischer Literaturwissenschaftler und Übersetzer
- Teder, Tarmo (* 1958), estnischer Schriftsteller, Literatur- und Filmkritiker
- Tedeschi, Dominique (* 1953), französische Fußballspielerin und -trainerin
- Tedeschi, Felice (* 1962), italienischer Autorennfahrer
- Tedeschi, Gianfranco, italienischer Kontrabassist
- Tedeschi, Mirko (* 1987), italienischer Straßenradrennfahrer
- Tedeschi, Mirko (* 1989), italienischer Bahn- und Straßenradrennfahrer
- Tedeschi, Susan (* 1970), US-amerikanische Blues-Musikerin
- Tedeschi, Tony (* 1964), US-amerikanischer Pornodarsteller
- Tedeschini, Federico (1873–1959), italienischer Kardinal der römisch-katholischen Kirche
- Tedesco, Daniel (* 1993), italo–kanadischer Eishockeyspieler
- Tedesco, Domenico (* 1985), italienisch-deutscher FußballtrainerDomenico Tedesco (* 1985)

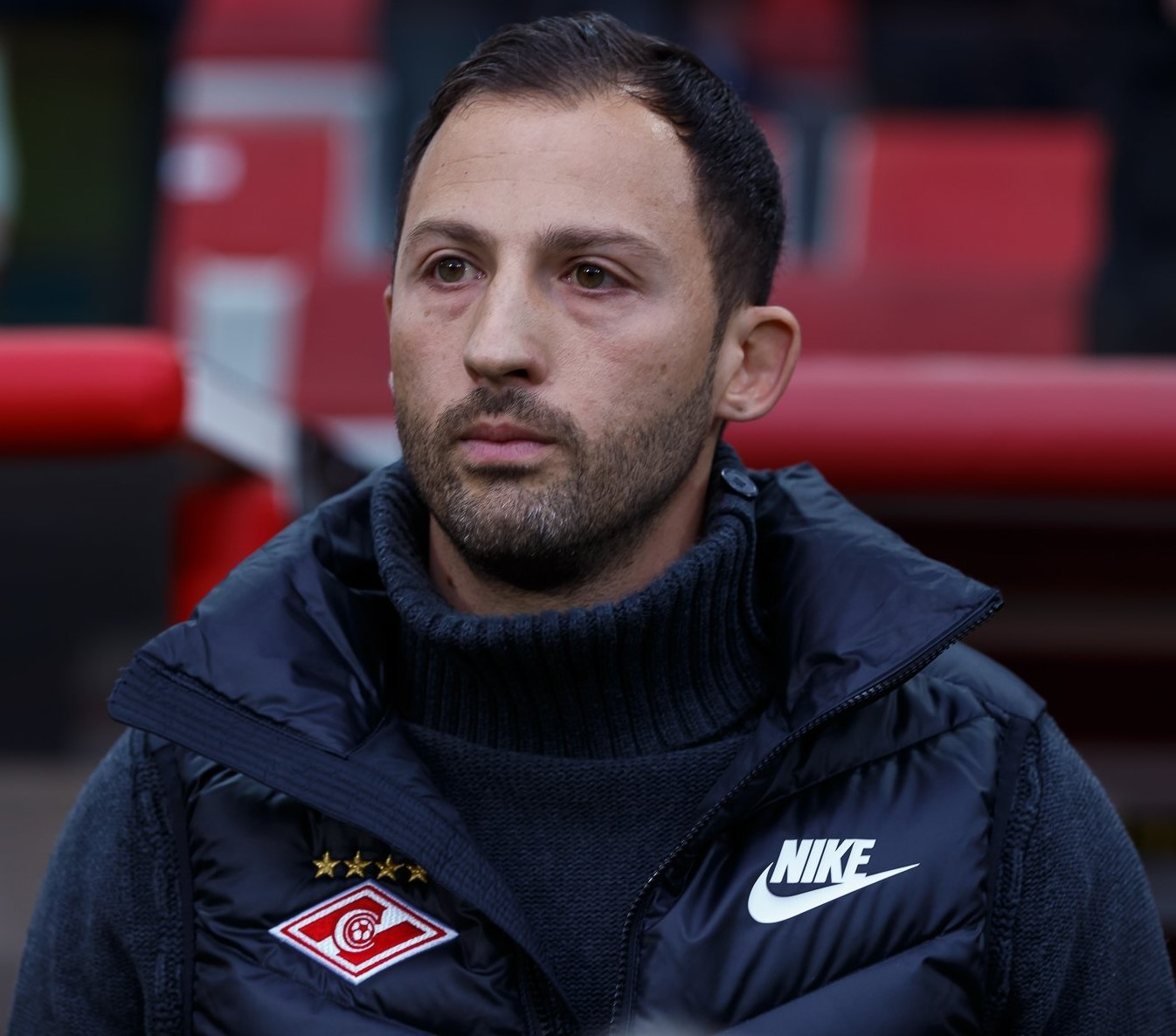
Domenico Tedesco (* 1985)

- Tedesco, Francesco (1853–1921), italienischer Beamter und Politiker
- Tedesco, Genaro, argentinischer Fußballspieler
- Tedesco, Giacomo (* 1976), italienischer Fußballspieler
- Tedesco, Giovanni (* 1972), italienischer Fußballspieler
- Tedesco, James J. III (* 1953), US-amerikanischer Politiker, Bürgermeister von Paramus (2003–2010), seit 2014 County Executive des Bergen County
- Tédesco, Napoléon de (1848–1922), französischer Bauingenieur und einer der Pioniere des Stahlbetons
- Tedesco, Paola (* 1952), italienische Schauspielerin
- Tedesco, Paul Maximilian (1898–1980), austroamerikanischer Sprachwissenschaftler
- Tedesco, Samuel J. (1915–2003), US-amerikanischer Politiker
- Tedesco, Sergio (1928–2012), italienischer Schauspieler, Opernsänger (lyrischer Tenor) und Synchronsprecher
- Tedesco, Tommy (1930–1997), US-amerikanischer Gitarrist (Jazz, Rock, Pop) sowie Autor
- Tedesko, Anton (1903–1994), US-amerikanischer Bauingenieur

### Tedf
- Tedford, Richard H. (1929–2011), US-amerikanischer Wirbeltier-Paläontologe
- Tedford, Travis (* 1988), US-amerikanischer Schauspieler

### Tedi
- Tediaschwili, Lewan (1948–2024), sowjetischer Ringer und georgischer Politiker
- Tedić, Slobodan (* 2000), serbischer Fußballspieler

### Tedj
- Tedjakusuma, Romana (* 1976), indonesische Tennisspielerin
- Tedjasukmana, Chris (* 1979), deutscher Medienwissenschaftler
- Tedjono, Andre Kurniawan (* 1986), indonesischer Badmintonspieler

### Tedm
- Tedmak, äthiopischer Sänger, Komponist, Produzent und Arrangeur

### Tedo
- Tedone, Orazio (1870–1922), italienischer Mathematiker

### Tedr
- Tedrow, Irene (1907–1995), US-amerikanische Schauspielerin
- Tedrow, Paul (* 1940), US-amerikanischer Physiker

### Tedu
- Tedua (* 1994), italienischer Rapper